# بترواكوادور
بترواكوادور هي شركة النفط الوطنية في الإكوادور . الإكوادور عضو في منظمة الدول المصدرة للنفط (أوبك)، وعلى الرغم من أنها أصغر عضو،  أنتجت البلاد 526000 برميل من النفط الخام يوميًا في عام 2012. شركة النفط هي جزء مهم من الاقتصاد الإكوادوري. توسعت صناعة البترول إلى إنتاج السلع المكررة مثل البنزين والنفط المسال ووقود الطائرات. تعتمد حكومة الإكوادور اعتمادًا كبيرًا على عائدات قطاع الطاقة لدعم ميزانيتها وتمويل مشاريع الدولة.

## التاريخ
بترواكوادور هي مؤسسة مملوكة للدولة، تأسست في 26 سبتمبر 1989. في مفهومها، بدأت كوكيل مالي. ومع ذلك، في الوقت المناسب، جاء لإدارة وتشغيل معظم قطاع النفط في البلاد. إنها خليفة كوربوراسيون إستال بتروليرا إكواتوريانا (CEPE) التي تشكلت في عام 1972. في عام 1973 منحت الإكوادور امتيازات الحفر لشركة شل أويل. في عام 1964، تمت دعوة شركة تكساكو أيضًا. من عام 1977، أصبحت تكساكو مالك الأغلبية (62.5 ٪) حتى أعادت ملكيتها إلى الدولة الإكوادورية في عام 1992، وحافظت على ملكية 37.5 ٪. كان نقل الملكية بسبب السياسات السياسية داخل إكوادور التي تقيد الملكية الأجنبية بالإضافة إلى قرار عدم تجديد العقود.

## روابط خارجية
- الموقع الرسمي
- إكوادور إنتاج النفط الخام